# Тарасовский сельский совет (Хорольский район)
Тарасовский сельский совет (укр. Тарасівська сільська рада) — входит в состав
Хорольского района
Полтавской области
Украины.
Административный центр сельского совета находится в 
с. Тарасовка.

## Населённые пункты совета
- с. Тарасовка
- с. Ерковцы
- с. Запорожчино
- с. Иванцы